# Saïd Aouita
Saïd Aouita (* 2. listopadu 1959 Maroko) je bývalý marocký atlet, olympijský vítěz a mistr světa v běhu na 5000 metrů a halový mistr světa v běhu na 3000 metrů.

## Kariéra
Na prvním ročníku mistrovství světa v atletice v Helsinkách v roce 1983 získal bronzovou medaili v běhu na 1 500 metrů. O rok později na letní olympiádě v Los Angeles zlatou medaili v běhu na 5 000 metrů v čase 13:05,59. Na druhém ročníku mistrovství světa v atletice v Římě v roce 1987 se stal mistrem světa v běhu na 5 000 metrů v čase 13:26,44. Na olympiádě v Soulu v roce 1988 startoval v běhu na 800 metrů, kde obsadil třetí místo v čase 1:44,06.

## Osobní rekordy
- 800 metrů – 1:43,86 (1988)
- 1 500 metrů – 3:29,46 (1985)
- 5 000 metrů – 12:58,39 (1987)